# Palacio Escoriaza-Esquivel
El palacio Escoriaza-Esquivel es uno de los edificios más significativos de la ciudad española de Vitoria.

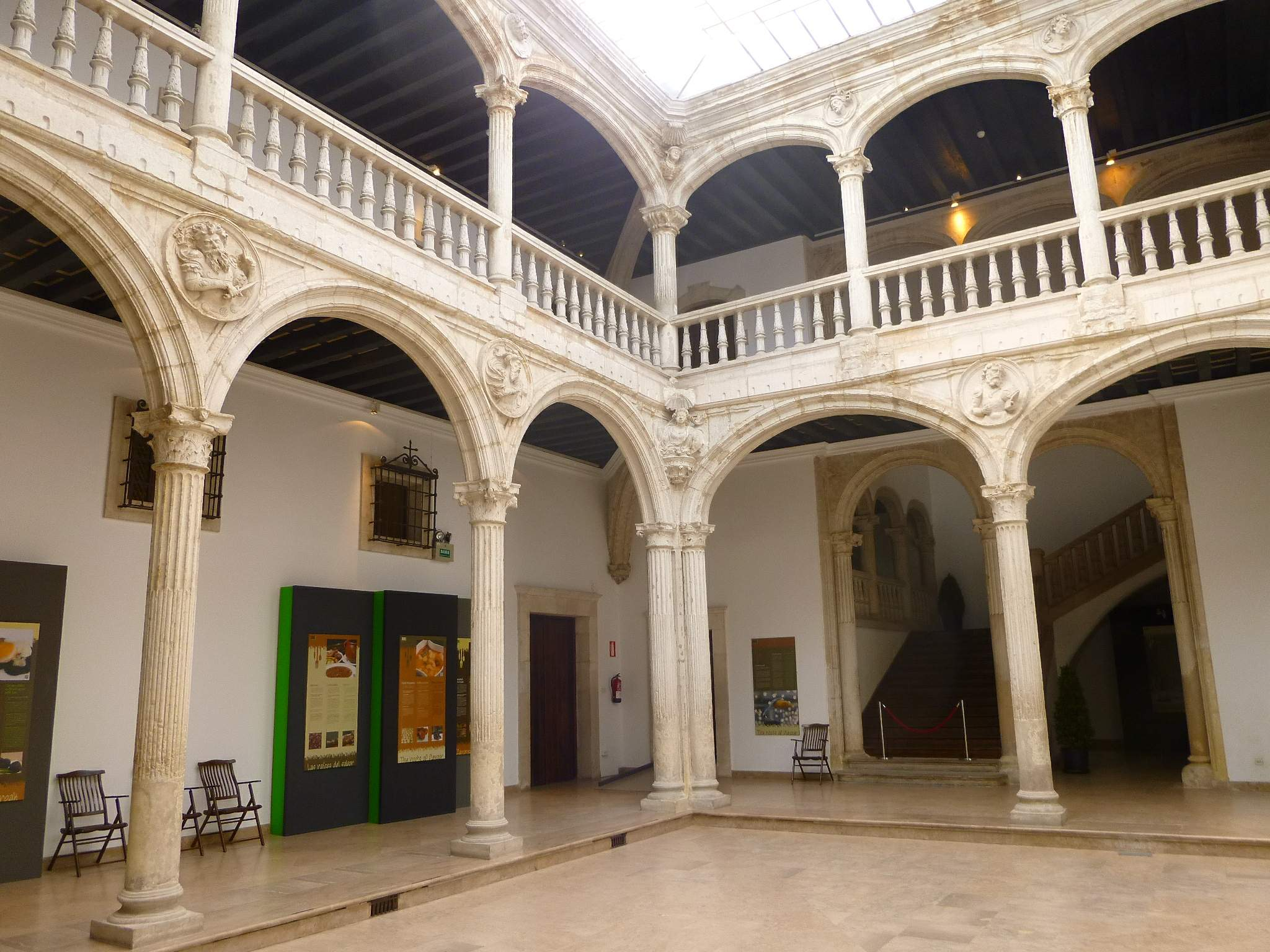
Patio plateresco del Palacio de Escoriaza-Esquivel

## Historia
Fernán López de Escoriaza, médico del rey Enrique VIII de Inglaterra y, posteriormente, del emperador Carlos V, y su mujer, Victoria de Anda y Esquivel ordenaron construir este palacio a mediados del siglo XVI. Por su riqueza arquitectónica y ornamental, se trata de uno de los mejores ejemplos de la arquitectura civil renacentista en el País Vasco. 
Construido con piedra de mampostería, se organiza alrededor de un patio cuadrado de doble arquería superpuesta en tres de sus lados y una escalera. Los capiteles y medallones de las columnas están ricamente adornados. El interior esconde un espectacular patio cuadrado de doble arquería cubierto por un lucernario. El patio interior que encontramos nada más entrar al Palacio se conoce como el patio del amor, debido a los medallones y bajorrelieves que contiene. En ellos quedan representadas varias figuras mitológicas, relacionadas de alguna manera con el amor. Así, podemos ver a Lucrecia, una noble romana que se clavó un puñal después de haber sido deshonrada. También podemos apreciar a Venus y Marte que vivieron un amor prohibido ya que estaba casada con el Dios Vulcano. En otro de los medallones vemos a Nerón, cerca de otro medallón dedicado a Cayo Mucio, Escevola, "el zurdo", que se quemó la mano derecha por amor a Roma. En dos de las esquinas superiores del patio, dos imágenes femeninas representan el amor humano y el amor sublime o sobrenatural. En la planta superior se puede visitar la estancia donde se reunía la Real Sociedad Bascongada de Amigos del País.
Cabe destacar la fachada principal, frente a una plazuela, en la que sobresale la portada plateresca donde se pueden ver los bustos del propietario y su esposa, Victoria de Anda y Esquivel. Bajo estos bustos aparecen sus escudos. A la izquierda, las armas de los Escoriaza, pertenecientes al linaje de Galarza del Valle de Leniz. A la derecha, las de Esquível.
El edificio, que se halla a escasos metros de la catedral de Santa María, fue adquirido en 2010 por el Ayuntamiento de Vitoria. Se realizan visitas guiadas en puentes, Semana Santa y verano. Hasta su venta albergaba la sede de la fundación Patronato Eclesiástico de Aguirre, que se encargaba de su gestión, por lo que no era posible visitarlo.

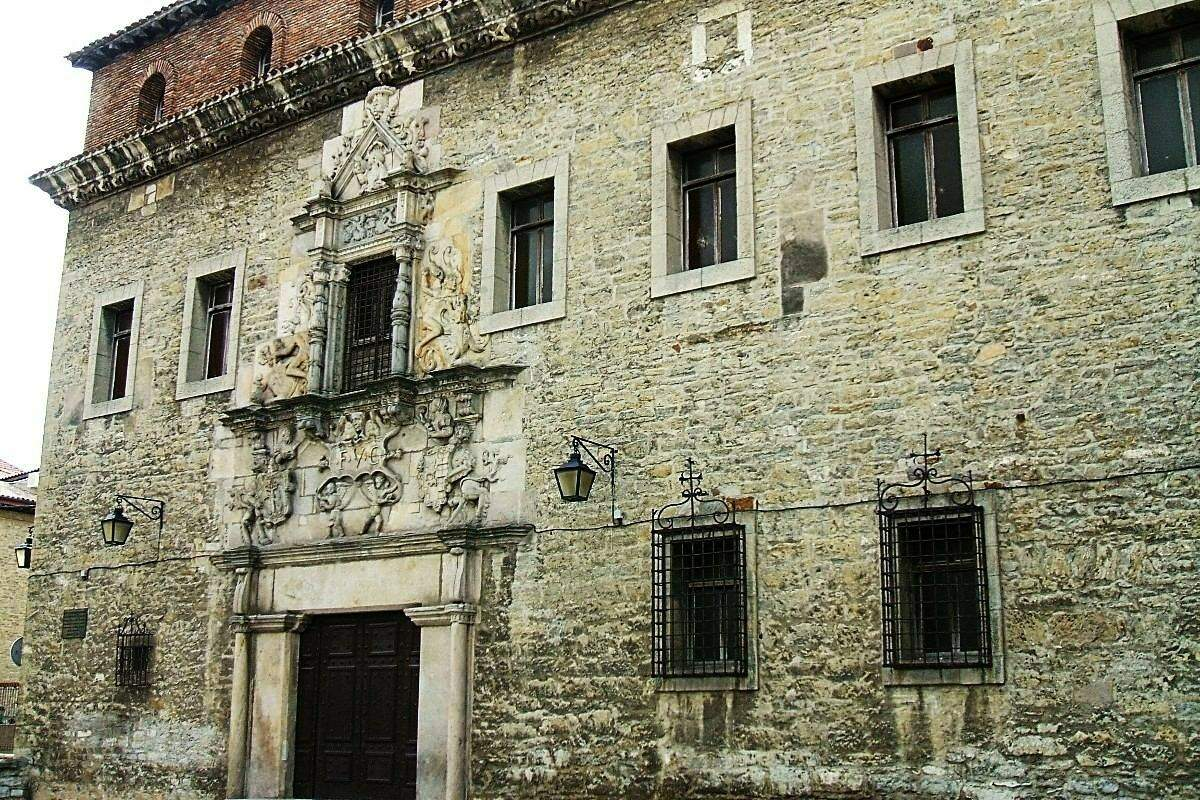
Fachada.
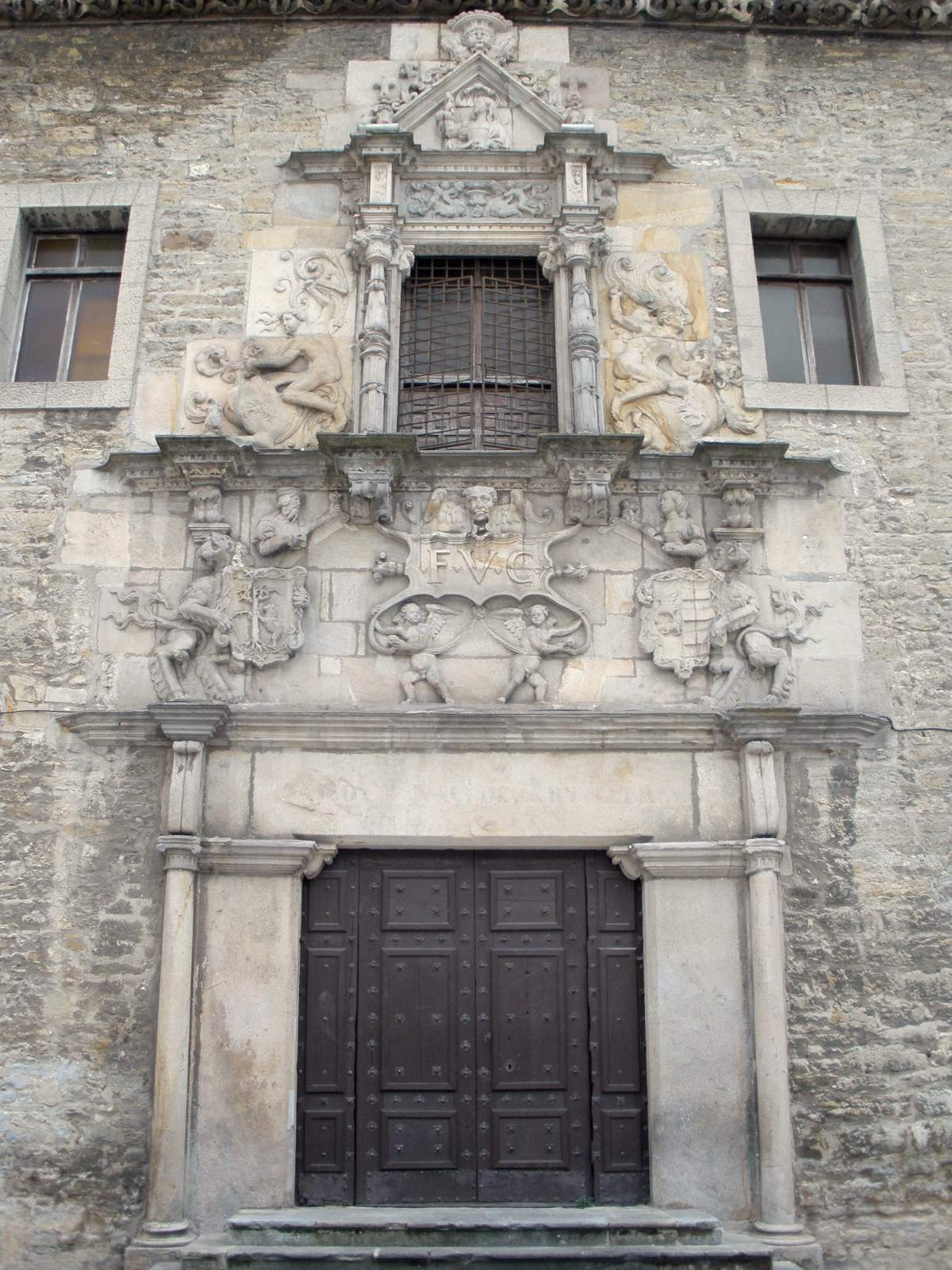
Detalle.